# Yentl
Yentl è un musical del 1983 diretto da Barbra Streisand.
Il film è tratto dal racconto Yentl The Yeshiva Boy dello scrittore ebreo polacco Isaac Bashevis Singer contenuto nella raccolta Gimpel l'idiota, originalmente pubblicato in Yiddish verso il 1960, poi in inglese nel 1983 e dall'omonimo adattamento teatrale del 1975.
L'attore Mandy Patinkin, che ricoprì il ruolo di Avigdor, è un pluripremiato cantante yiddish. Grazie alla sua possente voce dal timbro tenorile ha partecipato a diversi musical e film musicali. Questa sua dote non è stata però utilizzata in Yentl, dove i brani musicali sono tutti affidati a Barbra Streisand.
In lizza per cinque premi Oscar, Yentl vinse solo la statuetta per la miglior colonna sonora e il fatto sollevò parecchie contestazioni. L'importanza che questo film ebbe nel mondo ebraico statunitense fu anche per il momento particolarmente significativo nel quale uscì. Proprio nel 1983, infatti, il Jewish Theological Seminary, la più importante istituzione culturale dell'Ebraismo conservatore – gruppo maggioritario negli Stati Uniti – ha aperto le iscrizioni anche alle donne.

## Trama
Polonia, 1904. Yentl è una giovane ebrea che vive in uno shtetl, un villaggio rurale. Rimasta sola con suo padre libraio e rabbino, prova un forte interesse per i testi sacri ebraici, conoscendone ogni passo. Non avverte nessuna predisposizione per il ruolo precostituito di moglie, madre e casalinga sottomessa, né attrazione per alcun uomo del vicinato, probabilmente perché nessuno è alla sua altezza.
Priva oramai di ogni legame e non potendo sottrarsi alla pressione psicologica dei concittadini, si traveste da ragazzo e fugge, incerta sul futuro ma decisa a studiare i testi sacri, all'epoca proibiti alle donne. Il caso la porta in una yeshiva, scuola religiosa ebraica, dove si presenta come Anshel, usando il nome del fratellino defunto. All'interno della scuola, stringe una forte amicizia con il compagno di studi Avigdor, che presto si traduce in sentimento.
Quando lui si dispera per essere stato respinto dai futuri suoceri, che impongono la rottura del fidanzamento con la bella Hadass, Yentl, costretta dagli eventi e dall'amore per lui, accetta di coprire lo scandalo sposando la ragazza. Inizia così una strana situazione in cui ognuno ama l'altro e tutti sono infelici: Yentl ha sempre più difficoltà a giustificare il matrimonio non consumato e si strugge per Avigdor, la giovane moglie Hadass si rivela assai meno ingenua del previsto, Avigdor non sopporta di vedere l'ex fidanzata innamorarsi piano piano del marito.
Pressata da Hadass, triste per l'amato Avigdor, Yentl cede e svela all'amico di essere una donna e di amarlo profondamente. In un primo momento il giovane ha una reazione di rifiuto, persino violenta. Poi si intenerisce e sembra contraccambiare il suo amore dichiarando la sua disponibilità a fuggire e a sposarla. Yentl, però, si rivela più saggia e lungimirante. L'amico insostituibile, la mente illuminata che tanto l'ha attratta, ha nei confronti delle donne una mentalità convenzionale e ristretta. La stima che prova per l'inesistente ragazzo Anshel, per la donna Yentl svanirebbe in breve tempo, affogata nel bisogno di una "vera" donna: moglie, madre, cuoca, una compagna ignorante e incapace di pensieri autonomi. Così Yentl lascia la Polonia e si imbarca per gli Stati Uniti d'America, dove le donne sono più relativamente libere, concedendo all'altro di sposare Hadass e tornare felice al proprio destino.

## Produzione

### Riprese
Ambientato nella città polacca di Lublino il film è stato girato nell'allora Repubblica Socialista Cecoslovacca, nella capitale Praga e nei dintorni. Gli interni negli studi MGM a Londra.

## Colonna sonora
La colonna sonora del film è stata pubblicata l'8 novembre 1983. È stata prodotta da Barbra Streisand, Alan Bergman e Marilyn Bergman, con arrangiamento e conduzione di Michel Legrand. Le musiche sono di Legrand con testi di Alan Bergman e Marilyn Bergman. L'album si è posizionato al nono posto della classifica Billboard Top 200 LP ottenendo dalla RIAA disco d'oro e di platino il 9 gennaio 1984 per aver venduto rispettivamente 500,000 e 1,000,000 copie.
1. Where Is It Written? – 4:52
2. Papa, Can You Hear Me? – 3:29
3. This Is One of Those Moments – 4:07
4. No Wonder – 2:30
5. The Way He Makes Me Feel – 3:44
6. No Wonder (Part Two) – 3:19
7. Tomorrow Night – 4:43
8. Will Someone Ever Look at Me That Way? – 3:03
9. No Matter What Happens – 4:03
10. No Wonder (Reprise) – 1:05
11. A Piece of Sky – 4:19]
12. The Way He Makes Me Feel (Studio version) – 4:09
13. No Matter What Happens (Studio version) – 3:18

## Accoglienza

### Incassi
Il film ha incassato 40 milioni di dollari negli Stati Uniti, a fronte di un budget di produzione di 12 milioni.

### Critica
Sul sito web Rotten Tomatoes il film riceve il 69% delle recensioni professionali positive; mentre su IMDb ottiene 6,7/10 punti, basato su 11 305 voti degli utenti.
Il Mereghetti (1993) dà al film due stelle su cinque commentando: «[…] fastoso e artificiale […] Unicamente per i fan della Streisand […]» 

## Riconoscimenti
- 1984 - Premio Oscar
  - Migliore colonna sonora a Michel Legrand, Alan Bergman e Marilyn Bergman
  - Nomination Miglior attrice non protagonista a Amy Irving
  - Nomination Miglior scenografia a Roy Walker, Leslie Tomkins e Tessa Davies
  - Nomination Miglior canzone (Papa, Can You Hear Me?) a Michel Legrand, Alan Bergman e Marilyn Bergman
  - Nomination Miglior canzone (The Way He Make Me Feel) a Michel Legrand, Alan Bergman e Marilyn Bergman

- 1984 - Golden Globe
  - Miglior film commedia o musicale a Barbra Streisand
  - Miglior regista a Barbra Streisand
  - Nomination Miglior attore in un film commedia o musicale a Mandy Patikin
  - Nomination Miglior attrice in un film commedia o musicale a Barbra Streisand
  - Nomination Miglior colonna sonora a Michel Legrand, Alan Bergman e Marilyn Bergman
  - Nomination Miglior canzone (The Way He Make Me Feel) a Michel Legrand, Alan Bergman e Marilyn Bergman